# نگهبانان کهکشان (فیلم)
نگهبانان کهکشان (به انگلیسی: Guardians of the Galaxy) فیلمی ابرقهرمانی محصول سال ۲۰۱۴ آمریکا و به کارگردانی جیمز گان است. گان فیلم‌نامه را به همراهی نیکول پرلمن نوشته‌است. این فیلم بر پایه مجموعه کتاب‌های مصوری به همین نام که توسط کمپانی مارول کامیکس منتشر گردیده ساخته شده و استودیوی مارول تهیه‌کنندگی آن را برعهده داشته‌است. نگهبانان کهکشان دهمین فیلم در دنیای سینمایی مارول است. کریس پرت، زوئی سالدانیا، دیوید باتیستا، وین دیزل، بردلی کوپر، لی پیس، مایکل روکر، کارن گیلان، جایمن هانسو، جان سی ریلی، گلن کلوز و بنیسیو دل تورو بازیگران این فیلم هستند.
فرش قرمز نگهبانان کهکشان ۲۱ ژوئیه ۲۰۱۴ در هالیوود برگزار شد. ۱ اوت ۲۰۱۴ این فیلم در سینماهای ایالات متحده به صورت دوبعدی و سه‌بعدی اکران گردید. این فیلم در نظر منتقدان و گیشه موفق بود و موفق شد در سرتاسر دنیا بیش از ۷۷۳ میلیون دلار بفروشد و به سومین فیلم پرفروش سال ۲۰۱۴ و ۲۸امین فیلم پرفروش ابرقهرمانی تاریخ تبدیل شد. دنبالهٔ این فیلم با عنوان «نگهبانان کهکشان بخش ۲» ۵ مه ۲۰۱۷ منتشر شد. سومین فیلم، نگهبانان کهکشان بخش ۳ قرار است در سال ۲۰۲۳ به نمایش درآید. همچنین یک ویژه‌برنامهٔ تلوزیونی تحت عنوان نگهبانان کهکشان ویژه تعطیلات در نوامبر ۲۰۲۲ به‌وسیلهٔ دیزنی پلاس پخش شد.

## داستان
در سال ۱۹۸۸، پس از فوت مادرش، پسرکی به نام پیتر کویل توسط گروهی از قاچاقچیان فضایی به نام راوِجرز به رهبری یوندو اودونتا از زمین ربوده می‌شود. سال‌ها بعد، در ۲۰۱۴، پیتر به سیاره متروکه مورگ می‌رود و یک شیء اسرارآمیز به نام اورب را می‌دزدد. اما به محض دزدی، نیروهای طرفدار رُنان، رهبر شورشیان کری، به سراغش می‌آیند. هرچند پیتر موفق به فرار می‌شود، یوندو از کار او مطلع شده و جایزه‌ای برای دستگیری او تعیین می‌کند؛ همزمان، رُنان قاتل زنی به نام گامورا را می‌فرستد تا اورب را تصاحب کند.
پیتر وقتی می‌خواهد اورب را در شهر زاندر بفروشد، توسط گامورا غافلگیر و اورب از او ربوده می‌شود. درگیر شدن این دو باعث ورود دو شکارچی جایزه‌بگیر دیگر می‌شود: راکت، راکونی اصلاح‌شده ژنتیکی و سایبرنتیکی، و گروت، موجودی شبیه به درخت. همه آن‌ها توسط نیروهای امنیتی نوا کورپس دستگیر شده و به زندان کیلن منتقل می‌شوند. در آنجا، درکس نابودگر قصد دارد به خاطر ارتباط گامورا با رُنان، او را بکشد؛ اما پیتر با قانع کردنش، درکس متوجه می‌شود که گامورا علیه رُنان است. وقتی گامورا قصد فروش اورب به کلکتور تیوان را دارد، پیتر، راکت، گروت و درکس متحد شده و با کشتی پیتر، میلان، از زندان فرار می‌کنند.
رُنان با ثانوس، پدرخوانده گامورا، دیدار می‌کند و درباره خیانت او صحبت می‌کند. گروه پیتر به سیاره کناوهِر می‌روند، جایی که یک شهر تبهکاران ساخته شده از سر یک موجود کیهانی مرده است. در آنجا، در اثر انفجاری که توسط برده کلکتور، کارینا، ایجاد می‌شود، اورب باز می‌شود و سنگ بینهایتی نمایان می‌گردد؛ این سنگ دارای قدرتی عظیم است که فقط قدرتمندترین‌ها می‌توانند از آن بهره ببرند. رُنان در آنجا ظاهر شده و درکس را شکست می‌دهد، در حالی که دیگران می‌گریزند و توسط نیروهای رُنان تعقیب می‌شوند. نبولا، خواهرخوانده گامورا، کشتی گامورا را نابود و او را در فضا رها می‌کند؛ رُنان هم اورب را به دست می‌آورد.
پیتر پیش از تعقیب گامورا به فضا، با یوندو تماس می‌گیرد و کلاه‌خودش را به او می‌دهد تا جانش حفظ شود؛ یوندو به موقع می‌رسد و هر دو را نجات می‌دهد. راکت، درکس و گروت تهدید می‌کنند که برای آزاد کردن آن‌ها به کشتی یوندو حمله خواهند کرد، اما پیتر با قول دادن تحویل اورب، آتش‌بس برقرار می‌کند. آن‌ها تصمیم می‌گیرند که اگرچه مقابله با رُنان خطرناک است، اما نمی‌توانند اجازه دهند او با سنگ بینهایت کهکشان را نابود کند. روی ناوگان فرماندهی رُنان، دارک آستر، رُنان سنگ را در چکش خود تعبیه می‌کند و قدرتی عظیم به دست می‌آورد. او به ثانوس هشدار می‌دهد که قصد نابودی زاندر و سپس او را دارد. نبولا به دلیل نفرت از پدرخوانده‌اش با رُنان متحد می‌شود.
گروه راوِجرز به همراه نوا کورپس به زاندر می‌روند تا با دارک آستر مقابله کنند. پیتر و همراهانش با کشتی میلان وارد جنگ می‌شوند. رُنان با چکش قدرتمندش ناوگان نوا کورپس را نابود می‌کند، اما درکس کوراث را می‌کشد و گامورا نبولا را شکست می‌دهد (اگرچه نبولا فرار می‌کند). با این حال، قدرت رُنان بسیار زیاد است. راکت کشتی راوِجرز را به دارک آستر برخورد می‌دهد و کشتی رُنان به زمین سقوط می‌کند. گروت جان خود را فدا می‌کند تا دیگران را نجات دهد. رُنان قصد دارد زاندر را نابود کند، اما پیتر او را منحرف می‌کند؛ درکس و راکت چکش رُنان را می‌شکنند و پیتر سنگ را به دست می‌آورد. او همراه با گامورا، درکس و راکت از قدرت سنگ استفاده می‌کند و رُنان را نابود می‌کند.
پیتر به یوندو محفظه‌ای می‌دهد که ظاهراً سنگ در آن است و سنگ اصلی را به نوا کورپس تحویل می‌دهد. وقتی راوِجرز زاندر را ترک می‌کنند، کراگلین می‌گوید خوشحال است که پیتر را به پدرش تحویل نداده‌اند. گروه حالا با نام «نگهبانان کهکشان» شناخته می‌شود، سوابق جنایی‌شان پاک شده و پیتر متوجه می‌شود که نیمه انسان است و پدرش عضوی از نژادی باستانی و ناشناخته است. او سرانجام آخرین هدیه مادرش را باز می‌کند؛ نوار کاستی شامل آهنگ‌های مورد علاقه او. نگهبانان با کشتی تازه تعمیر شده میلان به ماجراجویی‌های خود ادامه می‌دهند و گروت هم به شکل یک بچه درختی رشد می‌کند.
در صحنه پایانی، کلکتور در میان خرابه‌های مجموعه‌اش نشسته و دو موجود زنده از کلکسیونش، یک سگ فضانورد و یک اردک انسان‌نما، را نگاه می‌کند، که نوید اتفاقات آینده را می‌دهد.

## بازیگران
- کریس پرت در نقش پیتر کوئیل / استار لرد
- زوئی سالدانیا در نقش گامورا
- دیو باتیستا در نقش درکس د دسترویر
- وین دیزل صداپیشه شخصیت گروت
- بردلی کوپر صداپیشه شخصیت راکت
- لی پیس در نقش رونان متهم
- مایکل روکر در نقش یاندو
- کارن گیلان در نقش نبیولا
- جان سی ریلی در نقش روهمن دی
- جایمن هانسو در نقش کوراث[۳]
- گلن کلوز در نقش ایرانی رائل
- بنیسیو دل تورو در نقش کلکتور

## مرگبارترین فیلم سینمایی هالیوود
نگهبانان کهکشان با ۸۳ هزار و ۸۷۱ تن کشته در جریان فیلم، عنوان مرگبارترین فیلم هالیوودی را از دهه ۱۹۴۰ تاکنون کسب کرده‌است.